# تاكسينباخ
تاكسينباخ (بالألمانية: Taxenbach) هي بلدية في منطقة زيلامسي بولاية زالتسبورغ، النمسا.